# Pieter Lastman

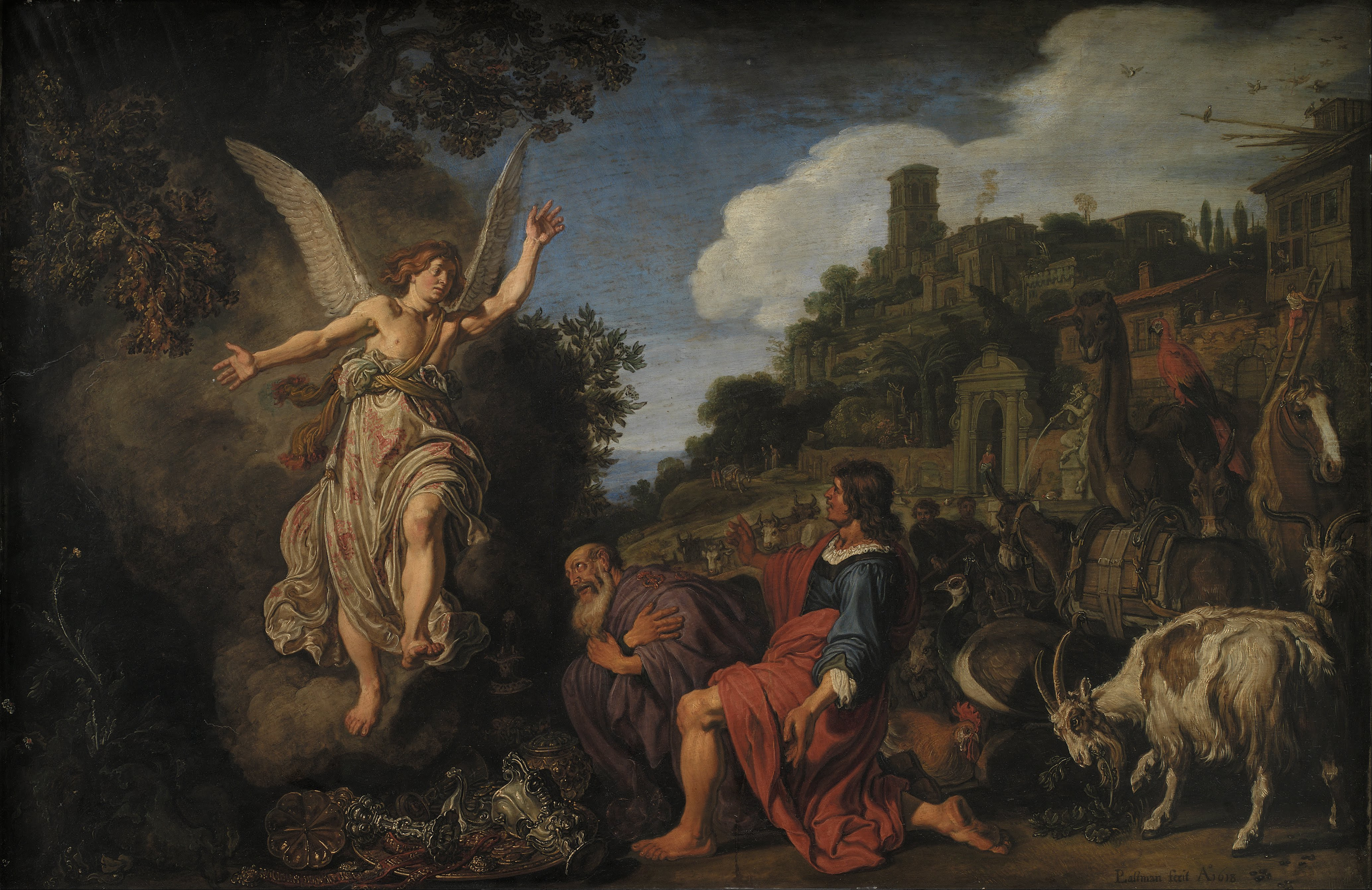
Pieter Lastman - Àrcàngel Rafael

Pieter Lastman (1583 - 1633) va ser un pintor neerlandès. Lastman és considerat un pintor important per les seves pintures de tema històric i perquè uns dels seus deixebles van ser Rembrandt i Jan Lievens. En les seves pintures Lastman prestava molta atenció a les cares, les mans i els peus.
Pieter Lastman nasqué a Amsterdam, va fer el seu aprenentatge amb Gerrit Pietersz Sweelinck, que era germà de Jan Pieterszoon Sweelinck. Lastman entre els anys 1604 i 1607 va romandre a Itàlia on va ser influenciat per Caravaggio i per Adam Elsheimer. A la seva tornada a Amsterdam es traslladà a Sint Antoniesbreestraat. Lastman mai es va arribar a casar encara que va ser promès de la germana de Gerbrand Adriaensz Bredero. Morí l'any 1634 i va ser enterrat a Oude Kerk el 4 d'abril de 1633.
Com que Rembrandt mai va visitar Itàlia va ser a través de Lastman que quedà influït pel chiaroscuro. Altres alumnes de Lastman van ser Bartholomeus Breenbergh, Nicolaes Lastman, Pieter Pieterz Nedek i Jan Albertsz Rotius.

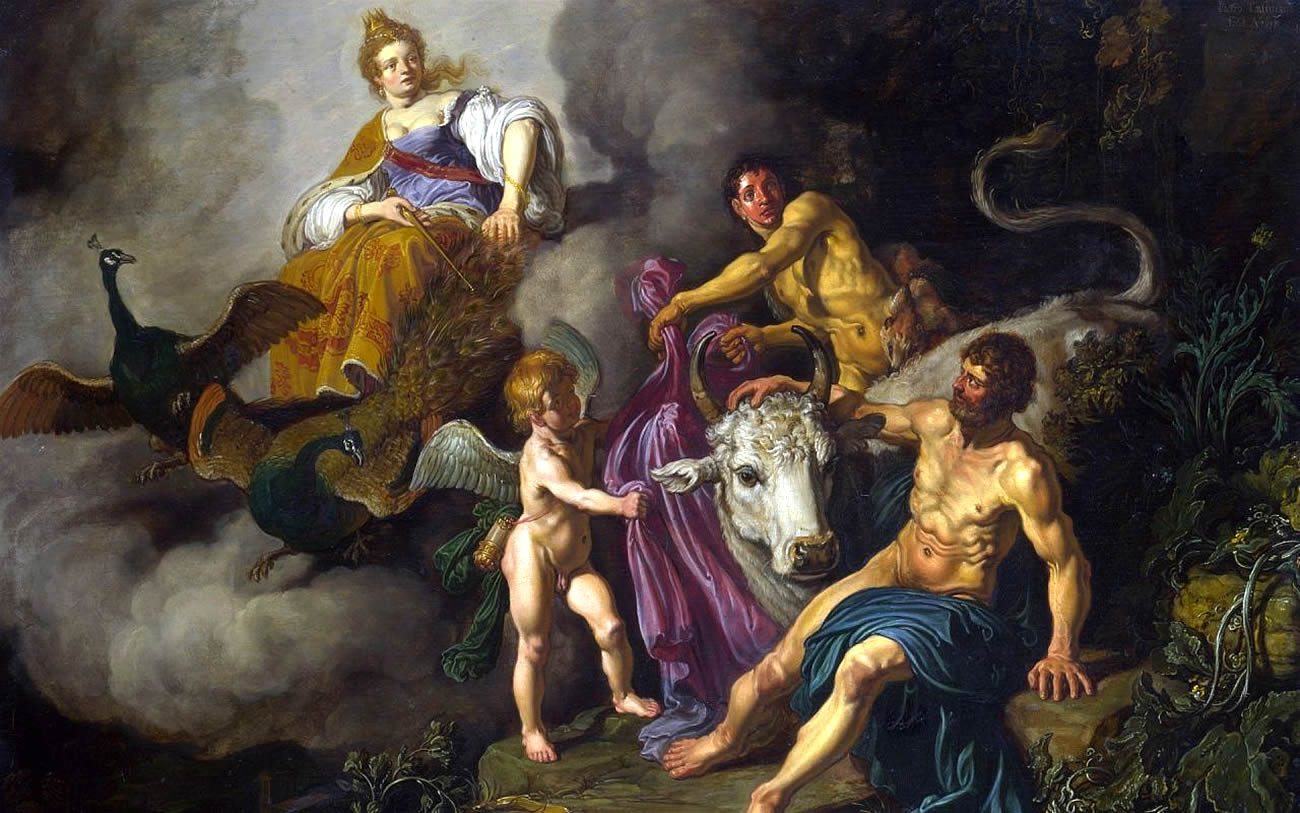
Juno descobrint Jupiter amb Io
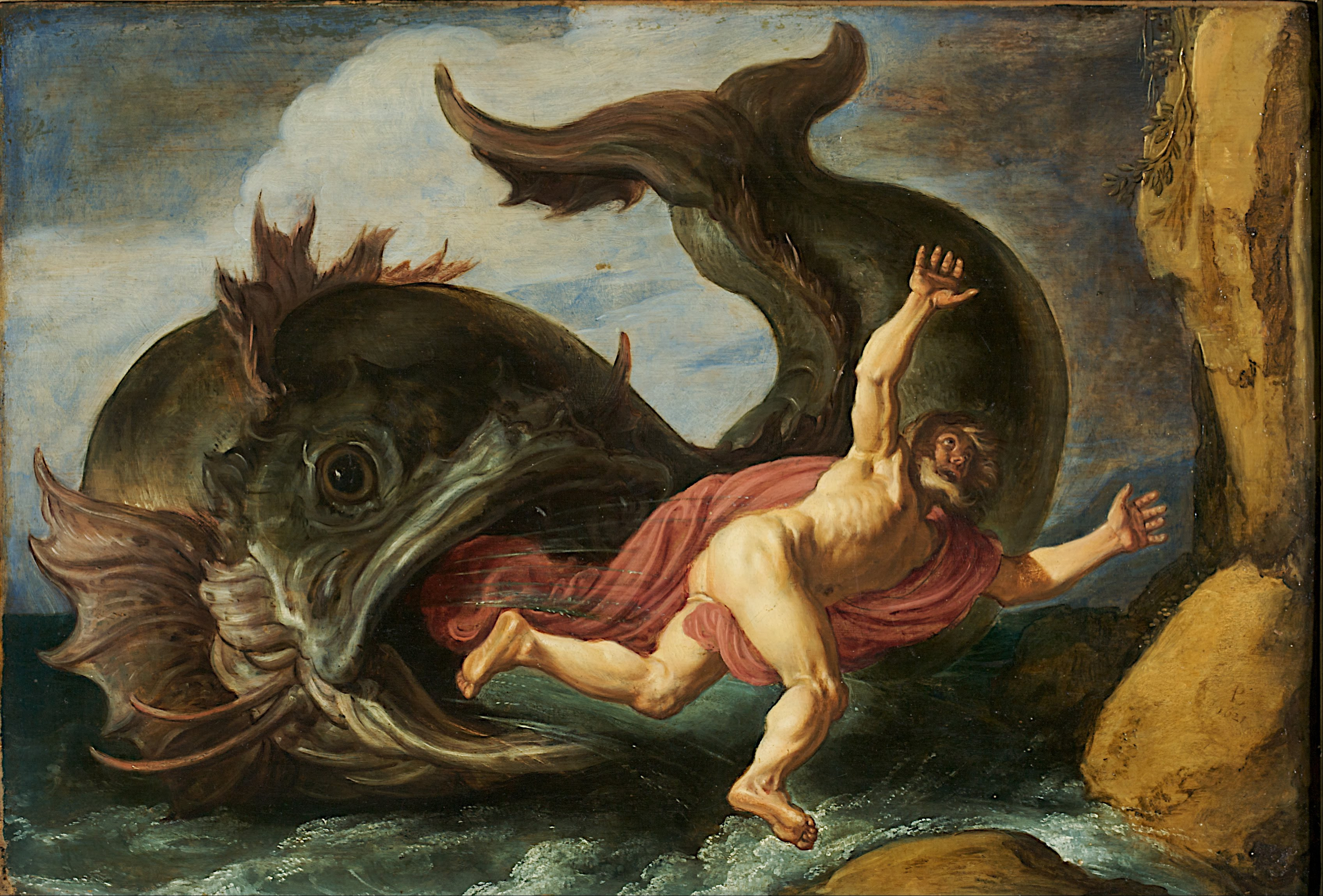
Jonàs i la balena
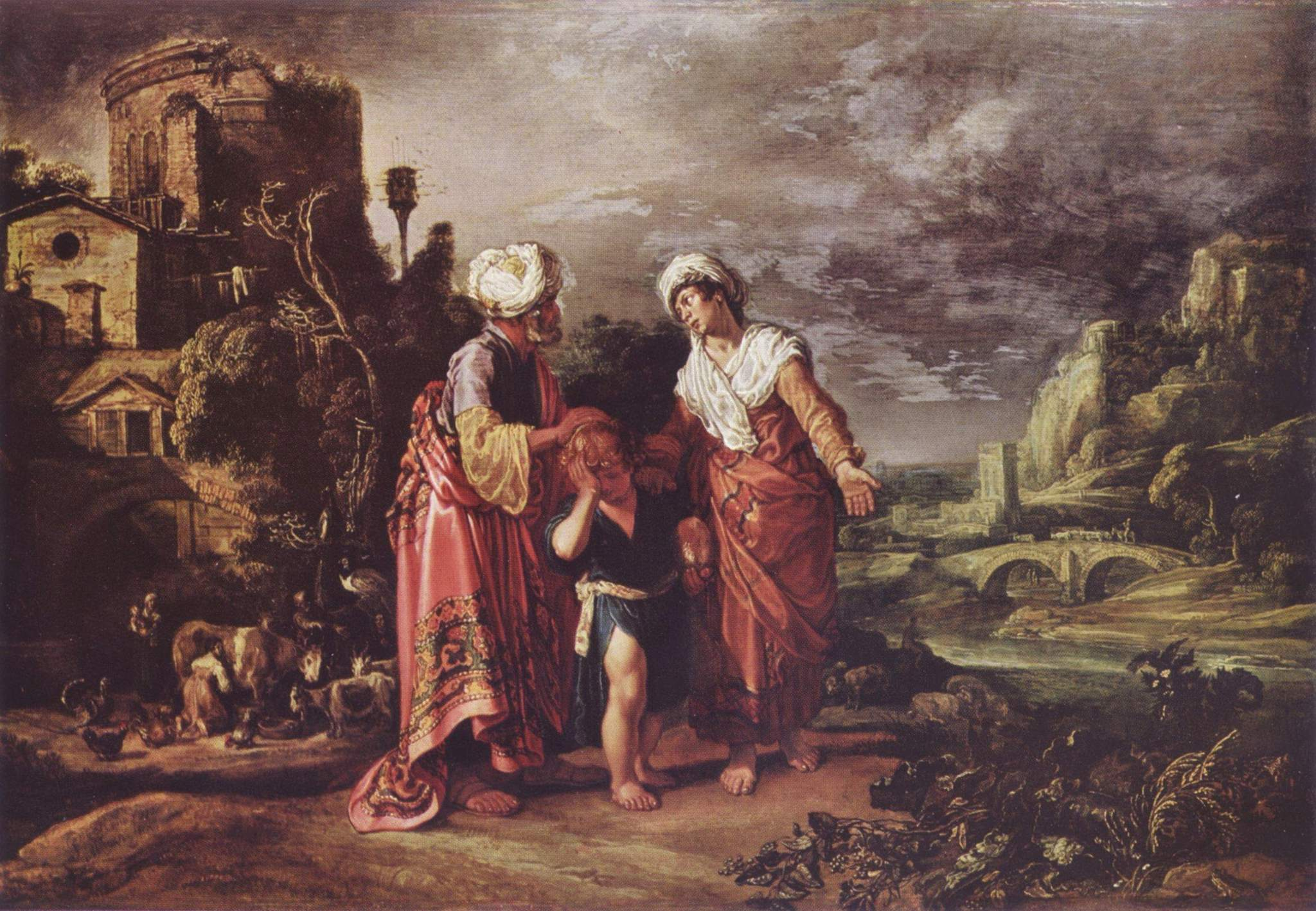
L'adéu de Hagar (1612).
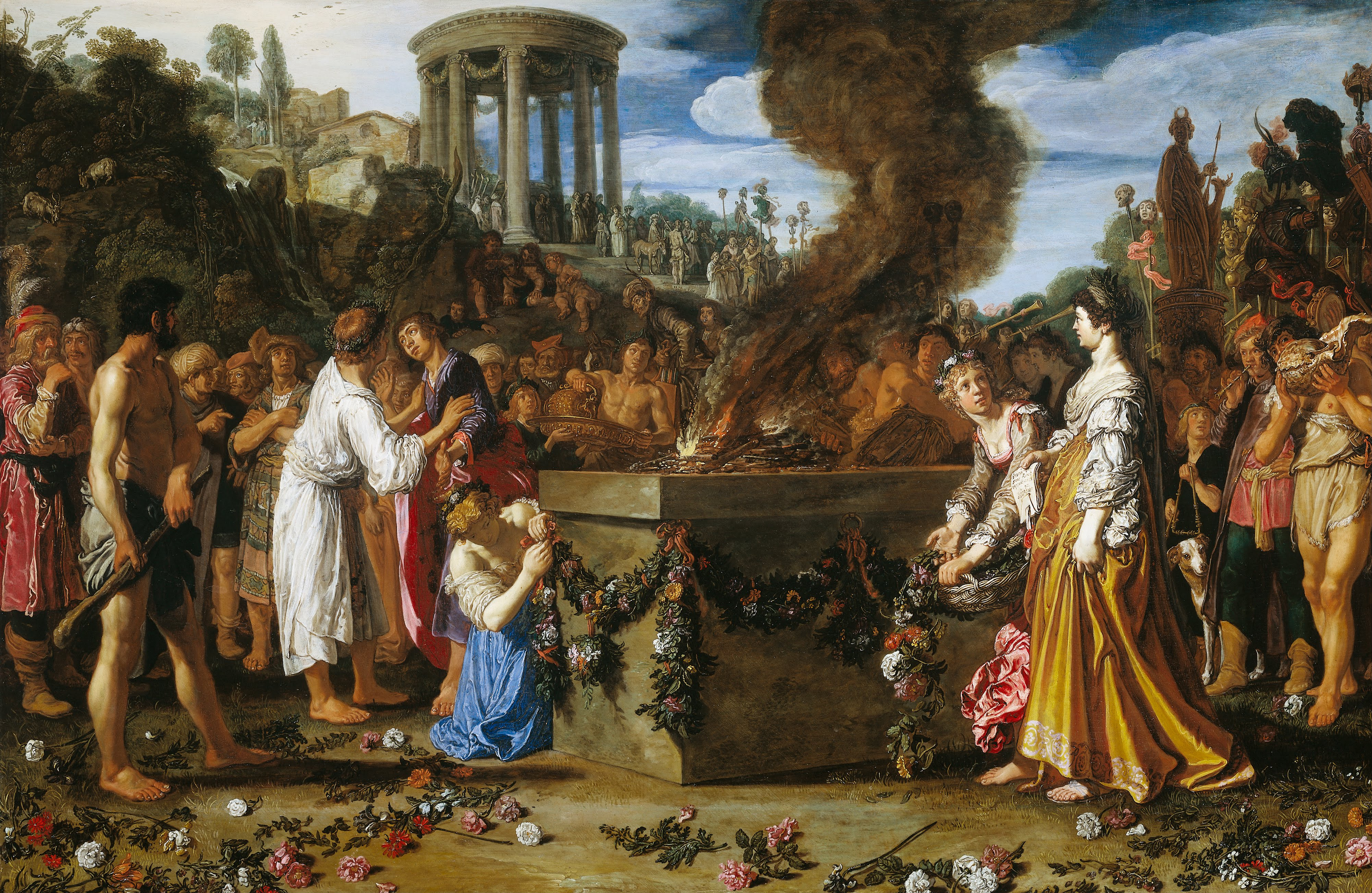
Orestes i Pylades .
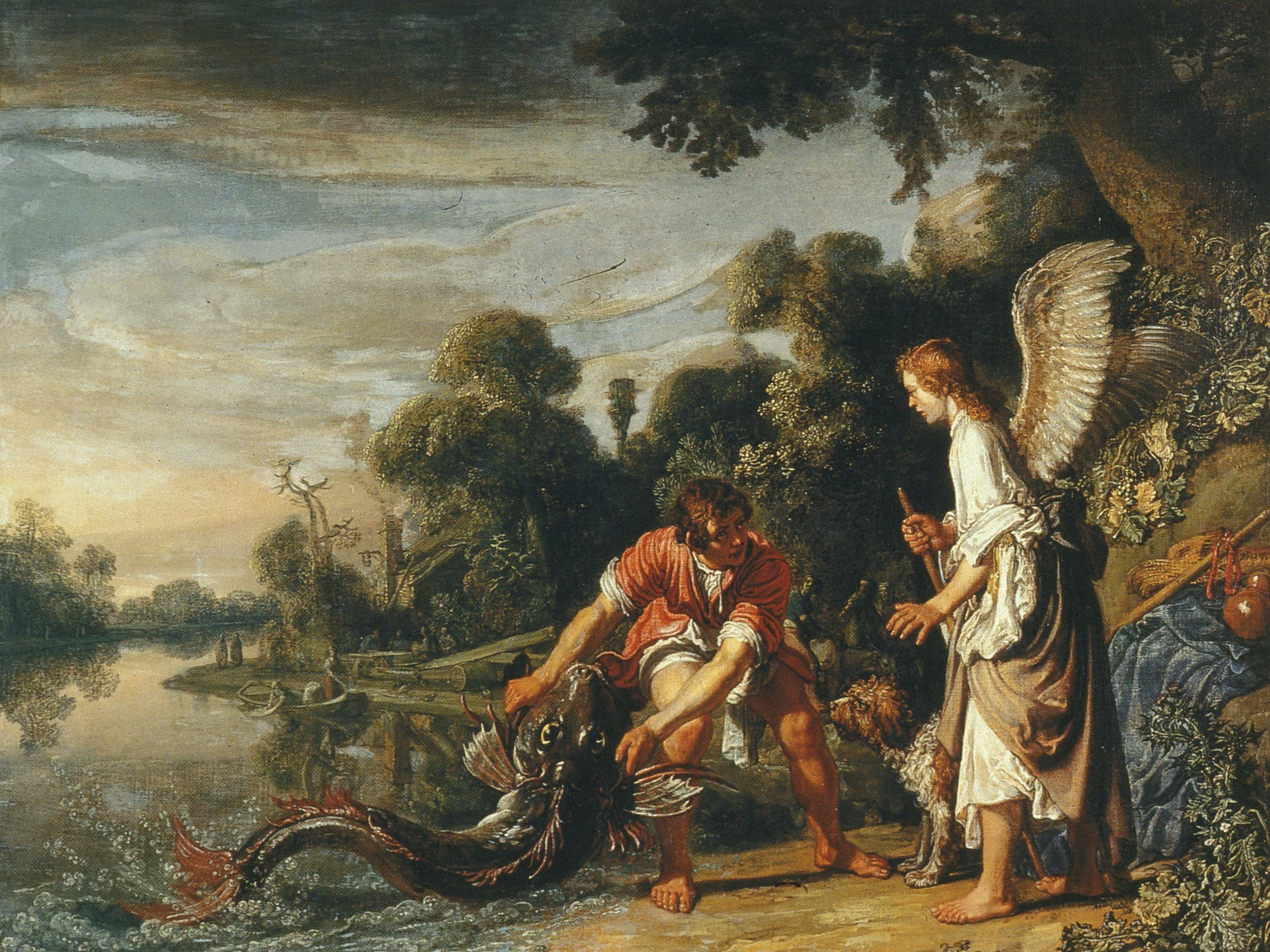
l'Àngel i Tobies (1625)
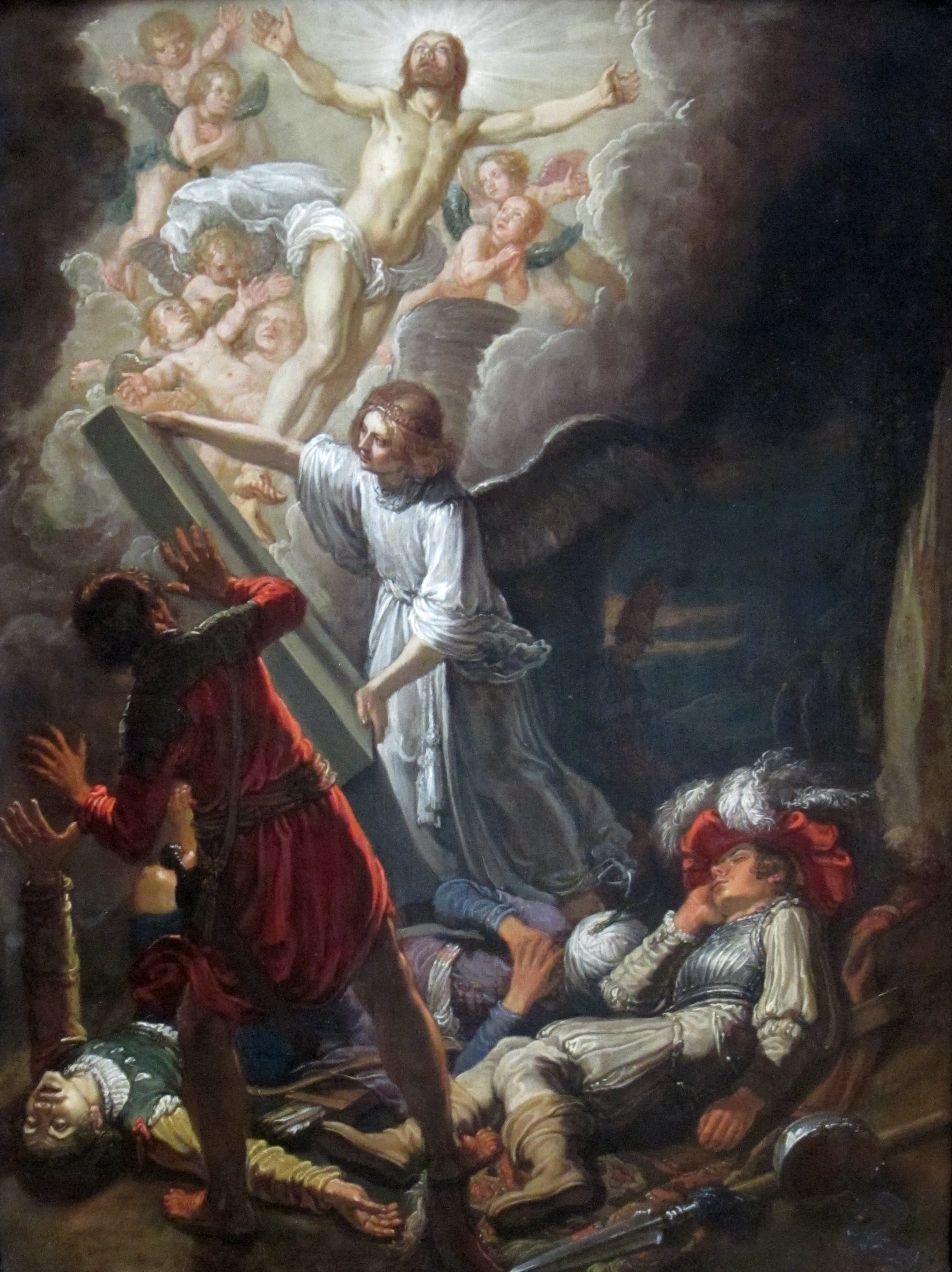
Resurrecció 1612, Getty Center